# قضیه دوجمله‌ای آبل
قضیه دوجمله‌ای آبل، یک قضیه ریاضی درباره مجموع ضرایب دوجمله‌ای‌ها است. این قضیه که به نام نیلس هنریک آبل نامگذاری شده است بیان می‌دارد:
{\displaystyle \sum _{k=0}^{m}{\binom {m}{k}}(w+m-k)^{m-k-1}(z+k)^{k}=w^{-1}(z+w+m)^{m}}

## نمونه
به ازای m=۲، قضیه نتیجه می‌دهد: 
{\displaystyle {\begin{aligned}&{}\quad {\binom {2}{0}}(w+2)^{1}(z+0)^{0}+{\binom {2}{1}}(w+1)^{0}(z+1)^{1}+{\binom {2}{2}}(w+0)^{-1}(z+2)^{2}\\&=(w+2)+2(z+1)+{\frac {(z+2)^{2}}{w}}\\&={\frac {(z+w+2)^{2}}{w}}.\end{aligned}}}